# دوتوولی
دوتوولی روستایی از توابع بخش ریز شهرستان جم استان بوشهر در جنوب ایران است.
این روستا در دهستان تشان قرار دارد و بر اساس سرشماری سال ۱۳۹۰ جمعیت کمتر از سه خانوار دارد و در سرشماری سال ۱۳۸۵ جمعیت آن ۲۵نفر (۴خانوار) بوده است.
از جاذبه‌های گردشگری روستای دوتوولی می‌توان به امام زاده شاه علی اکبر اشاره کرد که مردم منطقه جم و ریز در تعطیلات آخر هفته خود برای بازدید از آن و گذراندن تفریحات خود به دوتوولی سفر می‌کنند. دوتوولی به داشتن نخلستان‌های زیاد و باغ‌های لیمو معروف بوده و کشاورزی این روستا نیز برای میوه‌های موسمی شهرت دارد. از بناهای معروف این روستا می‌توان به خانه سرتلی حاجی مختار سعادت طلب اشاره کرد که قدمتی بیش از صد سال دارد. 